# Benigno Gutiérrez
Pour les articles homonymes, voir Gutiérrez.
Benigno Guttiérez Valdivia (né le 1er septembre 1925 en Bolivie et mort à une date inconnue) était un footballeur international bolivien, dont le poste fut attaquant.
Son frère, Eduardo Gutiérrez, était également un joueur de football.

## Biographie

### Club
Au niveau de sa carrière de club, Benigno a joué dans le club bolivien du CD Ingavi.

### International
Étant l'un des cadres de l'équipe de Bolivie, il a participé à de nombreuses compétitions en sélection, comme les Copa América 1947, 1949 et 1953 lors desquelles il marque un total de cinq buts.
Mais il est surtout connu pour avoir été sélectionné par l'entraîneur italien Mario Pretto pour disputer la coupe du monde 1950 au Brésil, où son équipe ne passe pas le 1er tour, éliminée par le futur champion du monde, l'Uruguay.